# أليخاندرو بلانكو سانشيز
أليخاندرو بلانكو سانشيز (بالإسبانية: Alejandro Blanco Sánchez) هو لاعب كرة قدم إسباني في مركز جناح ‏، ولد في 16 ديسمبر 1998 في بنيدورم في إسبانيا. لعب مع فالنسيا ميستايا.

## وصلات خارجية
- أليخاندرو بلانكو سانشيز على موقع قاعدة بيانات كرة القدم.إي يو (الإنجليزية)
- أليخاندرو بلانكو سانشيز على موقع Soccerway.com (الإنجليزية)
- أليخاندرو بلانكو سانشيز على موقع عالم كرة القدم.نت (الإنجليزية)